# Celebrant

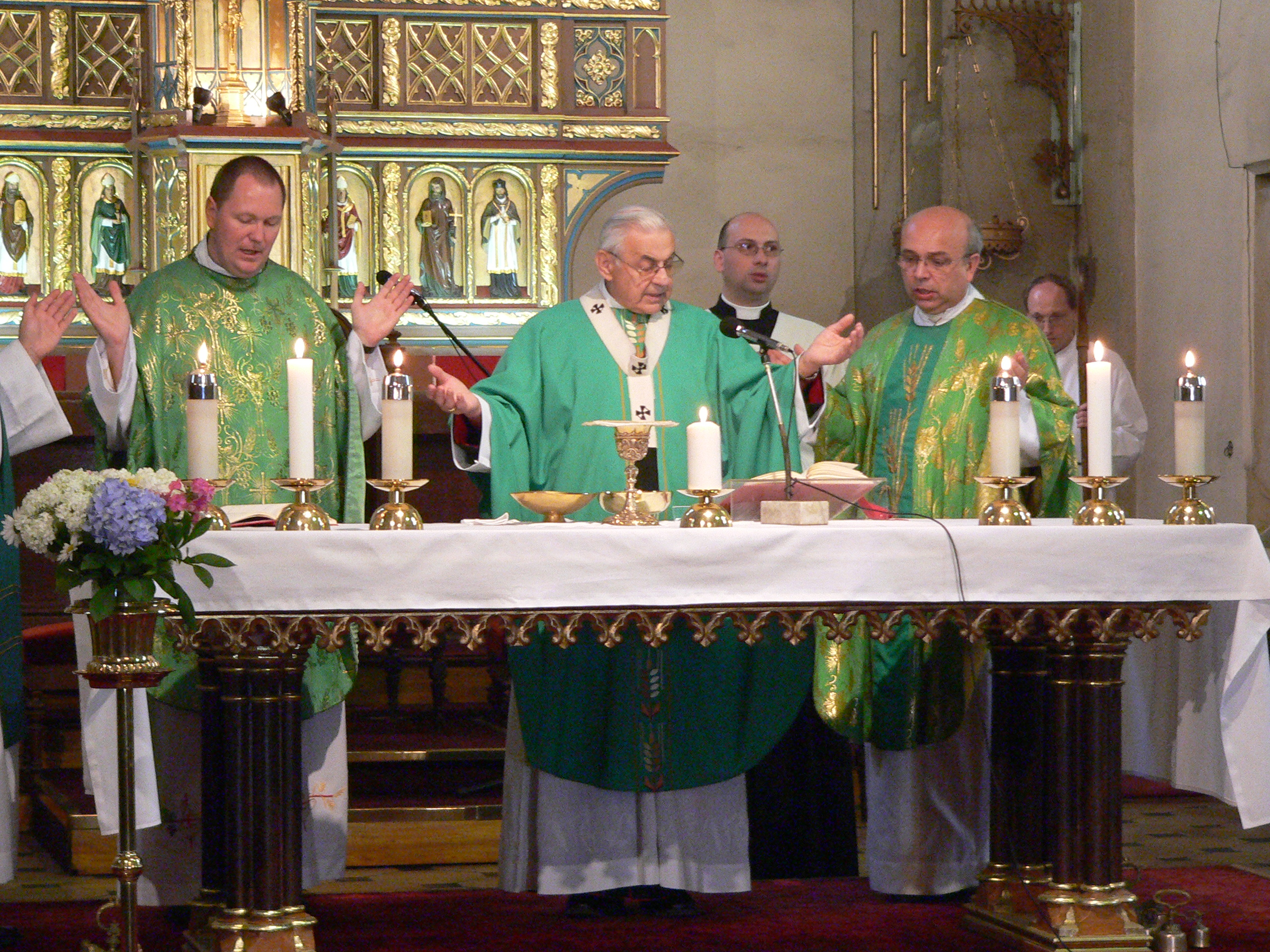
Kardinál Vlk celebruje mši Pavla VI. versus populum spolu s koncelebranty

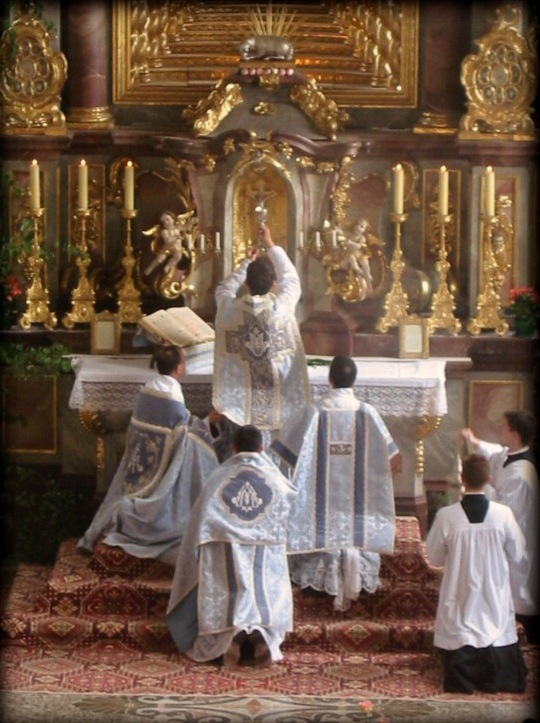
Při mši slavené v tradičním římském ritu koná celebrant úkony čelem oltáři (ad orientem).

Celebrant (z lat. celebrare oslavovat, slavit) je označení pro kněze sloužícího mši. 

## Charakteristika
V Římskokatolické církvi je po Druhém vatikánském koncilu možné, aby jednu mši spolu sloužilo (koncelebrovalo) zároveň více kněží (což bylo před tím vyhrazeno jen výjimečným příležitostem) – tito kněží se pak označují jako koncelebranti, přičemž jeden z nich je hlavní celebrant společné koncelebrace. Na křesťanském Východě byla (je) koncelebrace naproti tomu běžným jevem.